# Томминокеры
«Томминокеры» (англ. The Tommyknockers) — роман американского писателя Стивена Кинга в жанре фантастики. Был опубликован 10 ноября 1987 года.
В 1993 году на экраны вышла двухсерийная экранизация романа.
Эпиграфом к роману является детский стишок, который автор слышал в детстве:
Если б только вы знали, как громко в ночи
В мою дверь томминокер стучит и стучит.
Хоть убейте — не выйду из дома теперь:
Я боюсь даже видеть проклятую дверь.

## Сюжет
Действие романа разворачивается в городке Хейвен (штат Мэн) во временном периоде с 21 июня по 15 августа 1988 года.
Во время прогулки с собакой писательница Роберта (Бобби) Андерсон находит в лесу странный металлический объект. Следуя необъяснимому порыву, Бобби начинает его откапывать и обнаруживает космический корабль, находящийся на Земле с незапамятных времён. Корабль воздействует на Бобби — под его влиянием она занимается его раскопками сутки напролёт, забыв про сон и еду, и одновременно создаёт невероятные изобретения (пишущую машинку, умеющую читать мысли; двигатель, позволяющий трактору летать; и т.д.).
Вскоре в Хейвен приезжает поэт Джеймс (Джим) Гарденер, бывший любовник Бобби. Понимая, что с Робертой творится что-то неладное, он остаётся и также подключается к раскопкам. По мере освобождения космического корабля из земли мощность его воздействия увеличивается и под её влиянием все жители Хейвена начинают превращаться в «томминокеров» — они приобретают сверхспособности, при этом оставаясь обычными людьми.
Невосприимчивый к «превращению» Эв Хиллман после исчезновения своего внука Дэвида (на самом деле он был телепортирован своим старшим братом Хилли) уезжает из города, пытаясь рассказать людям, что весь Хейвен сошёл с ума, но вскоре возвращается в город вместе с полицейским Батчем Дуганом (другом ранее погибшей Рут Маккосланд). Догадавшись, что причина массового сумасшествия находится на участке Роберты Андерсон, Эв и Батч обнаруживают корабль, но в этот момент их настигают несколько жителей Хейвена, ставших «томминокерами». После этого Хиллман исчезает, а Дуган, погружённый «томминокерами» в состояние гипнотического транса, возвращается домой и кончает жизнь самоубийством.
Следующим незваным гостем оказывается Энн Андерсон — старшая сестра Бобби. Прибыв в Хейвен в момент, когда «превращение» начинает подходить к концу, а сама Бобби уже потеряла человеческий облик, она также бесследно исчезает.
Освободив из земли бо́льшую часть космического корабля, Бобби и Гарденер находят люк, ведущий внутрь. Проникнув в корабль, они обнаруживают причину его катастрофы — члены экипажа (космические странники-«томминокеры») убили друг друга, пытаясь захватить управление. Также они выясняют, что «томминокеры» использовали для энергоснабжения корабля подобных себе существ, а зачастую — других «томминокеров»; для этого тела «живых батареек» прикручивались к гамакам и подвешивались в специальном помещении и затем по подсоединённым к их телам кабелям («батарейки» при этом оставались в сознании) энергия передавалась в системы корабля.
Воспользовавшись тем, что Роберта вместе с другими «томминокерами» отправилась к полностью освобождённому из земли кораблю, Гарденер пробирается в сарай рядом с её домом (в нём Бобби периодически собиралась вместе с другими «томминокерами», «превращение» которых происходило заметно быстрее, чем у других жителей Хейвена). В сарае Гарденер обнаруживает ранее пропавших Эва Хиллмана и Энн Андерсон, а также «Питера» (собаку Бобби, якобы умершую ещё до его приезда), ставших «живыми батарейками» — подключённые к устройству, напоминающему центральный компьютер, они вырабатывают энергию, необходимую для «превращения». Эв Хиллман просит Гарденера вернуть его внука Дэвида Брауна, который находится в месте, называемом «Альтаир-4».
Роберта (уже перестав быть человеком не только физически, но и морально) решает избавиться от Гарденера, который ей больше не нужен, и предлагает ему «сделку» — она расскажет Гарденеру о «томминокерах», но за это он должен совершить самоубийство, приняв на её глазах смертельную дозу снотворного. Принимая таблетки одну за другой, Гарденер узнаёт, что пришельцы, которые не являются другой расой в человеческом понимании этого слова, не имеют ни собственного дома, ни названия, ни каких-либо определённых целей; везде их называют по-разному — на Земле они были названы «томминокерами», хотя не имеют ничего общего с этими мифическими существами. «Альтаир-4» также не имеет никакого отношения к звезде Альтаир и является своего рода «космическим чердаком», на который отправляются телепортируемые предметы. Пришельцам неведомы человеческие мораль и эмоции, поэтому Бобби совершенно равнодушна как к Дэвиду Брауну, умирающему на «Альтаир-4», так и к собственным предшественникам, убившим друг друга на корабле.
После этого Гарденер убивает Роберту Андерсон, но и сам получает тяжёлое ранение. Отбиваясь от «томминокеров», которые почувствовали смерть своего предводителя, он бежит в сарай и с помощью Эва Хиллмана спасает Дэвида с «Альтаир-4», телепортировав его в больничную палату, в которой находился его брат Хилли. Пожар, начавшийся во время спасения Дэвида, уничтожает дом Бобби вместе с сараем и находившимися в нём главным компьютером и «живыми батарейками» и затем, перекинувшись на лес, движется к кораблю. Гарденер, спасаясь от пожара и жителей Хейвена-«томминокеров», бежит к кораблю и вместе с ним покидает Землю.
Взлёт космического корабля в районе Хейвена становится сенсацией в масштабе страны; в город прибывают полиция, военные и подразделения ФБР и ЦРУ. Оставшись без корабля, все жители Хейвена постепенно умирают (для поддержания жизни им была необходима особая атмосфера, которую создавал корабль).

### «Превращение»
Живые существа, оказавшиеся рядом с космическим кораблём, попадали под его воздействие. Животные начинали необычно себя вести или погибали, реакция людей была разной в зависимости от продолжительности воздействия.
При кратковременном воздействии у людей возникали гениальные идеи, которые они тотчас же хотели воплотить в жизнь, но после его прекращения идеи забывались или начинали казаться абсурдными.
При длительном воздействии у людей появлялись сверхспособности (телепатия, телекинез, возможность создавать невероятные изобретения) и начинались физические изменения — выпадали зубы, бледнел цвет глаз, а кожа становилась прозрачной до такой степени, что были видны внутренние органы.
Жители Хейвена, подвергавшиеся длительному воздействию корабля, называли это явление «превращением».
Наличие металлических имплантатов в голове (как у Эва Хиллмана, получившего на войне ранение головы), делало людей невосприимчивым к «превращению». Люди, не имеющие иммунитета к «превращению», но обладающие сильной волей (как Рут Маккосланд), были способны долгое время сопротивляться ему.

## Персонажи
- Роберта (Бобби) Андерсон — 37-летняя жительница городка Хейвен, обнаружившая космический корабль; главная героиня повествования. До «превращения» — милая и добрая женщина, автор романов в жанре вестерн; после «превращения» — расчётливый и безжалостный предводитель «томминокеров». Убита Джеймсом Гарденером.
- «Питер» — собака Роберты породы бигль. Превращена «томминокерами» в «живую батарейку». Окончательно умерла после уничтожения главного компьютера.
- Джеймс (Джим) Гарденер — друг и любовник Роберты, поэт и литератор. Имел проблемы с алкоголем. Невосприимчив к «превращению». Умер в космическом корабле за пределами Земли.
- Энн Андерсон — 40-летняя старшая сестра Роберты, злобная и эгоистичная женщина. Превращена «томминокерами» в «живую батарейку». Окончательно умерла после уничтожения главного компьютера.
- Рут Маккосланд — 50-летняя констебль Хейвена. Честная и решительная женщина. Покончила жизнь самоубийством, взорвав себя вместе с городской ратушей.
- Хиллман (Хилли) Браун — 10-летний мальчик. Для демонстрации фокусов создал установку, позволяющую телепортировать любые предметы (в том числе и людей).
- Дэвид Браун — 4-летний брат Хиллмана. Телепортирован братом в «Альтаир-4».
- Эв Хиллман — 73-летний дед Хиллмана и Дэвида. Участник Второй мировой войны. Невосприимчив к «превращению». Превращён «томминокерами» в «живую батарейку». Окончательно умер после уничтожения главного компьютера.
- Бич Джерниган — житель Хейвена. Был смертельно болен, но в результате «превращения» исцелился. Убит Эвом Хиллманом.

## История создания
Писатель и критик Ким Ньюман отметил, что Кинг своим романом «более или менее пересказал «Куотермасс и колодец», британский телесериал конца 1950-х годов, в котором инопланетный космический корабль, раскопанный в Лондоне, пробуждает скрытые экстрасенсорные способности у вступившим с ним в контакт людей. В своей автобиографии «Как писать книги» Стивен Кинг приписывает основную предпосылку к написанию рассказу «Цвет из иных миров» Говарда Филлипса Лавкрафта. По его словам, он не помнит процесс создания романа, так как в момент его написания (с августа 1982 года по май 1987 года) страдал наркотической и алкогольной зависимостями:
Я действительно не помню, как писал «Томминокеров» и многое другое, опубликованное в течение десятилетия.Стивен Кинг. «Как писать книги»
Метафоры, обозначающие удушающую хватку зависимости, прослеживаются на протяжении всего повествования. В интервью Rolling Stone в 2014 году Кинг признал, что качество его письма тогда, во время периода наркотической зависимости, довольно сильно пострадало: ««Томминокеры » — ужасная книга. Это была последняя, которую я написал, прежде чем завязал», добавив, что, по его мнению, это могла бы быть хорошая книга, если бы ее переписали оставив примерно половину от ее первоначального объема.
В книге также возникают темы опасности неконтролируемого технического прогресса и развращающее влияние власти. Так Бобби использует угрозу глупых людей у власти («полиция Далласа», ссылаясь на то, как плохо полиция Далласа справилась с расследованием убийством Джона Кеннеди), чтобы заставить Гарденера помочь ей, пока Гарденер не понимает, что все это же самое относится и к самим Томминокерам. Гарденер практически одержим темой «ядерного оружия», безрассудным использованием атомной энергии и опасным неправильным обращением с ядерными материалами. Физическая трансформация горожан также напоминает токсическое воздействие ионизирующего излучения.

### Рассказ в рассказе
В октябре 1985 года издательство «Scream Press» опубликовало специальное издание сборника рассказов «Команда скелетов», включавшее дополнительный рассказ «Откровения Бекки Полсон».
Впоследствии этот рассказ в существенно переработанном виде был включён в роман «Томминокеры».

## Публикация
По данным «Publishers Weekly», по итогам 1980-х годов роман был продан тиражом в 1 400 000 экземпляров.

## Отсылки к другим произведениям Кинга
- Находясь в баре в другом городе, Эв Хиллман слушает от хозяина бара историю о Джоне Смите и Грегори Стилсоне, главных героях романа «Мёртвая зона».
- В эпилоге романа упоминается «правительственная база, сожжённая из-за детской шалости» — отсылка к роману «Воспламеняющая взглядом».
- Также в романе одному из персонажей в виде галлюцинации является клоун со связкой воздушных шариков, смотрящий из канализационного люка — отсылка к роману «Оно».
- В романе (третья часть, четвёртая глава) упоминается произведение «Сияние», но не сам роман, а его экранизация.

## В культуре
- В альбоме «Tales from the Twilight World» группы «Blind Guardian» имеются песни «Tommyknockers» и «Altair 4», посвящённые роману.
- В финальном диалоге с Джеймсом Роберта упоминает Клаату.
- «Альтаир-4» является отсылкой к фантастическому фильму «Запретная планета».